# Stephanas
Stephanas war ein Christ in Korinth, der im 1. Brief des Paulus an die Korinther mehrfach erwähnt wird.

## Leben
Er und seine Hausgenossen waren von Paulus getauft worden (1. Kor 1,16). Sie waren die ersten Gläubigen in Achaia und hatten sich in den Dienst der Gemeinde gestellt (1. Kor 16,15). Stephanas selbst gehörte zu den Abgesandten aus Korinth, die Paulus in Ephesus aufsuchten (1. Kor 16,17).